# 13 (EP)
13 es el segundo extended play (EP) del rapero estadounidense Denzel Curry. Fue publicado el 26 de junio de 2017 a través de PH Recordings y Loma Vista. El material contiene las colaboraciones de Ronny J y Lil Ugly Mane, siendo un preludio para su siguiente álbum de estudio, Ta13oo.

## Antecedentes
Manteniendo una buena racha popular con «Ultimate» y su uso en la aplicación Vine, su inclusión en la lista anual de XXL y poder firmar con el sello Loma Vista Recordings, los planes a largo plazo para el rapero eran desarrollar de manera temática su próximo álbum de estudio. En abril de 2017, una publicación suya en Instagram expresaba sus planes de liberar nuevas canciones para cubrir la brecha entre álbumes.
Desde mayo hasta mediados de junio, estuvo liberando versiones demo de «Hate Government», «Equalizer» y «Zeltron 6 Billion» a través de su cuenta de SoundCloud. Al hablar sobre el concepto detrás del título, Curry expresaba en un comunicado que 13 contenía varios significados, como la letra B de Black (negro), su uso tradicional como un «número de mala suerte» por supersticiones, la edad donde uno se acerca a la adultez y una referencia bíblica expresada por Big Rube; comentando sobre Jesús y los 12 discípulos, que también daba como resultado el número 13.

## Lista de canciones
| N.º   | Título                                  | Productor(es)            | Duración |  |
| 1.    | «Bloodshed»                             | Eric Dingus              | 3:21     |  |
| 2.    | «Hate Government»                       | FNZ                      | 1:35     |  |
| 3.    | «Equalizer» (con Ronny J)               | Ronny J                  | 2:49     |  |
| 4.    | «Heartless»                             | Vae Cortez               | 2:20     |  |
| 5.    | «Zeltron 6 Billion» (con Lil Ugly Mane) | FNZ · Mickey de Grand IV | 3:09     |  |
| 13:14 |                                         |                          |          |  |

Notas
- «Zeltron 6 Billion» contiene samples no acreditados de «Your Bitch Chose Me» (2015) por Mickey y de la llamada realizada por Lonnie David Franklin “Grim Sleeper” (2009), presentado por la AP.

## Créditos y personal
Adaptado desde los créditos originales.
- Denzel Curry – Artista principal, composición.
- Sebastian Ruiz – Ilustración.
- J. Rodriguez – Diseño.
- Nate Burgess – Grabación y mezcla.
- Eric Dingus – Producción (1).
- FNZ – Producción (2, 5).
- Ronald Spence – Composición, invitado, producción (3).
- Vae Cortez – Producción (4).
- Travis Miller (Lil Ugly Mane) – Composición, invitado (5).
- Mickey de Grand IV – Producción adicional (5).